# ستيف باركر (لاعب كرة قدم أمريكية أمريكي)
ستيف باركر (بالإنجليزية: Steve Parker)‏ هو لاعب كرة قدم أمريكية أمريكي، ولد في 21 سبتمبر 1959 في إيفانستون في الولايات المتحدة.

## وصلات خارجية
- ستيف باركر على موقع مرجع كرة القدم المحترفة.كوم (الإنجليزية)
- ستيف باركر على موقع JustSportsStats.com (الإنجليزية)